# Художня галерея Єльського університету
Художня галерея Єльського університету (англ. Yale University Art Gallery, сокр. YUAG) — художній музей на території кампусу Єльського університету у Нью-Хейвені, штат Коннектикут.
Заснований у 1832 році, в той час як, патріотично-налаштований художник Джон Трамбул пожертвував Єльському коледжу більше 100 картин за часів американської революції і спроектував будівлю картинної галереї. Першу будівлю було знесено у 1901 році.
Головне приміщення галереї було побудовано у 1953 році; це одна із перших робіт архітектора Луїса Кана, який викладав літературу в Єльському університеті.
У 2000-му музейний комплекс закрили на реконструкцію за проектом компанії Polshek Partnership Architects. Галерея була відкрита знову 12 грудня 2012 року після 14-ти років реконструкції і розширення території.
Колекція музею, яка поповнювалася за рахунок пожертв заможних випускників уніерситету, наразі нараховує більше 185000 об'єктів, розпочинаючи з найдавніших часів, і включаючи такі загальновідомі шедеври, як «Нічне Кафе» Ван Гога.